# 南伊豆道路
南伊豆道路（みなみいずどうろ）は、静岡県賀茂郡南伊豆町から松崎町に至る、静岡県道16号中にかつて存在した日本道路公団所管の有料道路であった。

## 概要
現在は無料開放され、国道136号および静岡県道16号下田石廊松崎線の重複区間として供用中。

### 路線データ
- 起点：静岡県賀茂郡南伊豆町子浦字伊鈴浜
- 終点：静岡県賀茂郡松崎町雲見字金沢
- 路線延長：12.3 km

## 歴史
静岡県道16号下田石室松崎線の改築工事として、西伊豆道路の名称で工事を行った。事業費は、27億5,000万円。

### 年表
- 1968年（昭和43年）9月10日 - 工事開始[2]。
- 1972年（昭和47年）
  - 11月22日 - 工事終了[3]。
  - 12月12日 - 静岡県賀茂郡南伊豆町子浦から同郡松崎町雲見までの区間を、有料道路南伊豆道路とする[4]。
- 1983年（昭和58年）8月1日 - 無料開放[5]。
無料開放時の繰越欠損金は、32億2,271万6,506円であった[6]。

## 地理
伊豆半島南東部の駿河湾沿いを走る。

### 通過する自治体
- 静岡県
  - 賀茂郡南伊豆町 - 賀茂郡松崎町